# ایکس‌ال ایرویز فرانسه
ایکس‌ال ایرویز فرانسه (به انگلیسی: XL Airways France) یک شرکت هواپیمایی با کد یاتا SE است که در تاریخ ۱۹۹۵ میلادی تأسیس شده و در تاریخ ۲۲ دسامبر ۱۹۹۵ فعالیتش را آغاز کرده‌است. دفتر مرکزی ایکس‌ال ایرویز فرانسه در سن-سن-دونی، فرانسه واقع شده‌است و قطب این شرکت هواپیمایی در فرودگاه لئوناردو دا وینچی-فیومیچینو قرار دارد.